# Rostizkogel
De Rostizkogel is een 3394 meter hoge bergtop in de Kaunergrat in de Ötztaler Alpen in het Oostenrijkse Tirol. Daarmee is het de op vier na hoogste bergtop van deze bergkam. De berg ligt op de grens tussen de districten Imst en Landeck, ten zuiden van de Watzespitze.
De berg wordt beklommen vanuit Mandarfen in het Pitztal, via de Rifflsee. Ook kan er voor worden gekozen het traject tot aan de Rifflsee te overbruggen met behulp van de kabelbaan Rifflseebahn. Vanaf de Rifflsee bedraagt de tocht ongeveer drie tot drieënhalf uur. Een nabijgelegen rustpunt wordt gevormd door de Rifflseehütte.